# 迪拜世界之塔
杜拜世界之塔（阿拉伯語：برج العالم ，拉丁化：Burj Al Alam，英文：World Tower），是一座計畫高度為510（1,670英尺），共108層的雙曲面形狀摩天大樓，位於阿拉伯聯合大公國杜拜商業灣。該大廈原本預定建於杜拜碼頭區，並計畫地上101層，因此又被稱為《財富101》。其建築設計形狀類似於水晶花造型，原定完工後將是世界上最高的摩天大樓之一。大廈開發商之一為財富集團，該集團在杜拜還有財富灣與財富大廈等建設計畫。
杜拜世界之塔內部設計預計其中74層為商業用途，裙樓為零售區與商圈，最上面27層為酒店與酒店式公寓，而該大樓內的5星級酒店將會擁有世界上最高的客房。在大廈皇冠塔頂的6層當中，將包含土耳其浴室、空中花園、和其他俱樂部設施等。

## 停工

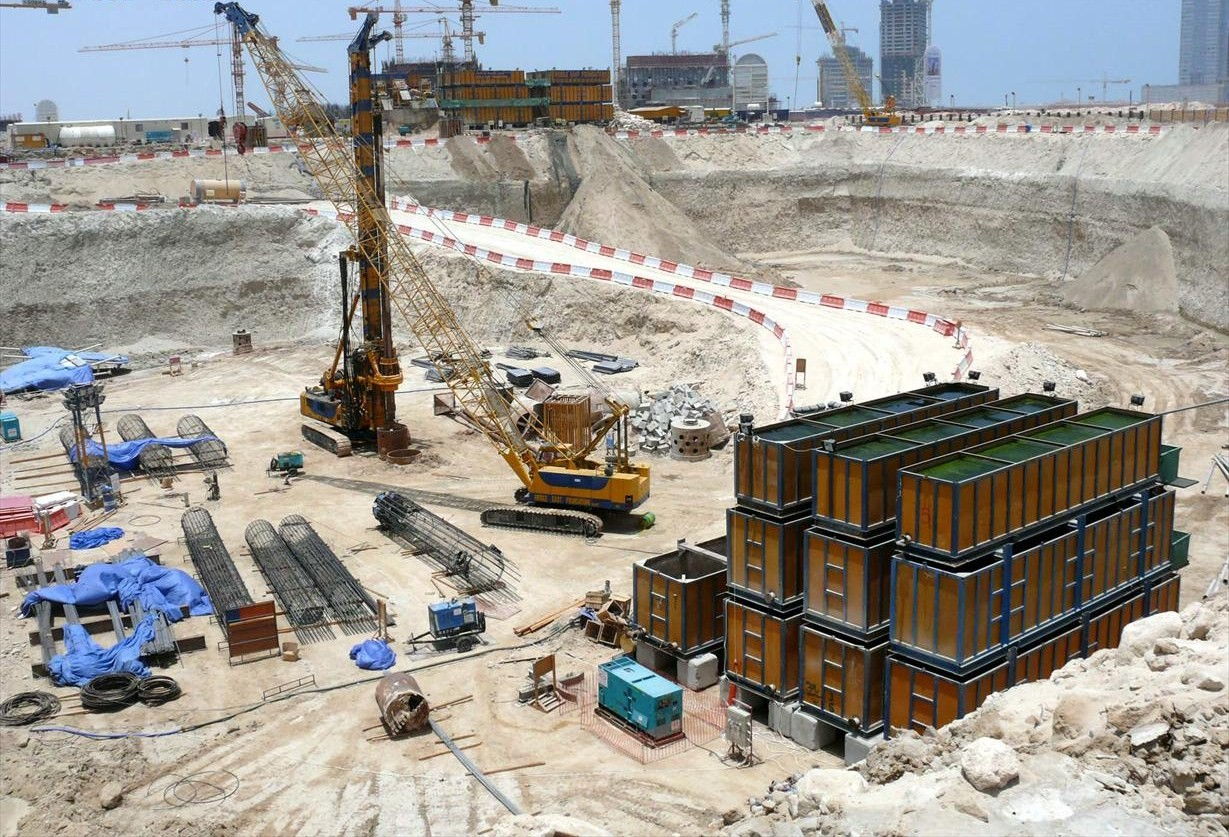
2008年6月13日時的世界之塔施工現場狀況。

2006年11月12日，杜拜世界之塔破土動工，並預計2009年完工，但由於受到全球金融危機衝擊，投資資金遭延後，導致計劃延遲。
2009年時，大廈在地基打樁基礎建設完後進度就被擱置。當有份報告指出該大廈建築主體可於2012年完工時，大廈主承包商還未決定由誰承包。但關於該大廈建設進一步進展的敘述自2009年以來，一直在官網上流傳者。截至2013年5月，衛星地圖顯示該工程位置的地基已經被回填。
2012年時，官網的更新進度一度暫停，到2013年底，該計畫已被證實取消。2015年1月時，杜拜不動產管理局將世界之塔列入不動產計畫取消委員會（Cancelled Real Estate Projects Committee），並準備進行土地清算審訊。

## 外部連結
- Burj Al Alam on Emporis.com，的存檔，存档日期2019-08-31.（英文）
- Details of launch - AME Info，的存檔，存档日期2006-03-30.（英文）
- Al Alam Burj Dubai - Al Alam Burj Dubai，的存檔，存档日期2014-06-28.（阿拉伯文）